# Главни части на изречението
Главните части на изречението са онези части от изречението, без които то не би могло да съществува.
В българския език главни части на изречението са подлогът и сказуемото. Те се съгласуват по лице и число, а понякога и по род. Двете главни части на изречението се предполагат една друга – наличието на подлог предполага наличието на сказуемо и наличието на сказуемо предполага наличието на подлог.
Синтактичната позиция в изречението, която се заема от думата, описваща ситуацията, се нарича позиция на сказуемото. Участникът в ситуацията, който се свързва смислово с цялото глаголно словосъчетание, се реализира в синтактичната позиция, наречена подлог на изречението.

## Подлог
Подлогът е главна независима част на изречението, на която се приписва предикативен признак чрез сказуемото. С него се означава вършителят на действието. Открива се с въпросите Кой?, Коя?, Кое?, Кои?, Що?. Прието е да се подчертава с права линия. Той може да бъде представен чрез:
- съществително име: Ученикът влезе в час.
- прилагателно име: Червените победиха в мача.
- числително име: Последните ще станат първи.
- местоимение: Той дойде при нас.
- словосъчетание: Зелените банкноти са в обращение.

## Сказуемо
Сказуемото е главна зависима част на изречението, което приписва предикативен признак на подлога. Означава действие или състояние. Обикновено се изразява чрез глагол. Открива се с въпросите: „Какво прави?“ и „Какво върши?“ Прието е да се подчертава с двойна права линия. Видове сказуемо:
- просто глаголно сказуемо.
- съставно глаголно сказуемо.
- съставно именно сказуемо.